# Ziama Mansouriah
Ziama Mansouriah è un comune dell'Algeria, situato nella provincia di Jijel.